# カルミア属
カルミア属とはツツジ科に属する植物の属。約7種があり、常緑の低木で高さは0.2-5 m 。北アメリカおよびキューバ原産。酸性の土壌で生育する。北アメリカの植物を収集したスウェーデンの植物学者ペール・カルム（Pehr Kalm）にちなみ命名された。
和名は、セイヨウシャクナゲ、アメリカシャクナゲ。

## 特徴
葉は披針形で長さ2-12 cmであり、茎に螺旋状につく。つぼみは突起があり金平糖状。花は白、ピンク、紫などで、10から50個の散房花序である。ツツジ属に似るがより平らで、星型の萼とつながった5枚の花弁がある。直径は1-3 cm 。果実は5つの丸い突出部のある蒴果で、開裂して多数の小さな種子を出す。
葉はグラヤノトキシンを含み有毒。特に羊が中毒しやすく、一部の種はLambkill（「羊殺し」）と呼ばれている。
観賞用に栽培される。カルミアは、さし木やつぎ木が難しいため、増やす場合はタネで増やす。秋に果実を収穫し、タネを取り出して、10月から12月に水ゴケなどに蒔く。翌春には発芽するので、秋には鉢上げできる。

## 種
- Kalmia angustifolia L. （ホソバアメリカシャクナゲ）
- K. carolina Small
- K. cuneata Michx.
- K. ericoides Wright
- K. hirsuta Walter
- K. latifolia L. （アメリカシャクナゲ）
- K. polifolia Wangenh.
  - K. p. var. microphylla (Hook.) Rehder